# サマルガ島
サマルガ島 (Samalga Island, アレウト語: Samalĝa) は、アメリカ合衆国アラスカ州アリューシャン列島フォックス諸島を構成する一つの島である。

## 地理
フォックス諸島西端の無人島。長さ8.63 kmで、ウマナク島の南西に位置する。面積は4.12㎢。
Samalga Passを隔てて、西にはIslands of Four Mountainsがある。タイムゾーン:この島はアリューシャン列島西端の島でアラスカ標準時UTC-9を使用する (UTC-8 daylight time 2nd Sunday march-1st Sunday November as of 2010)。